# Acrophylax vernalis
Acrophylax vernalis là một loài Trichoptera trong họ Limnephilidae. Chúng phân bố ở miền Cổ bắc.